# Reimund Neugebauer
Pour les articles homonymes, voir Neugebauer.
Reimund Neugebauer (né le 27 juin 1953 à Esperstedt, Allemagne de l'est) le président du Fraunhofer-Gesellschaft 2012-2023 en Allemagne.

## Ouvrages
- Rechnergestützte Aufbereitung von Finite-Elemente-Berechnungsmodellen für Werkzeugmaschinen-Strukturen. Dissertation. 1984.
- Entwicklung flexibler abformender Blechbearbeitungssysteme. Dissertation B (Habilitationsschrift). 1989.
- Prozeßsicherheit in der Blechbearbeitung. 1999.
- Hydro-Umformung. 2007.